# Ростокино (станция)
Росто́кино — техническая железнодорожная станция Малого кольца Московской железной дороги (МЖД) в Москве. Входит в Московско-Курский центр организации работы железнодорожных станций ДЦС-1 Московской дирекции управления движением. По основному применению является промежуточной, по объёму работы отнесена к 4 классу. Ранее была участковой станцией 3 класса.
Располагается в муниципальном округе Ростокино, в 500 метрах к западу от проспекта Мира. Нечётная горловина станции располагается в районе станции метро «Ботанический сад», чётная горловина — в районе платформы Ростокино Ярославского направления МЖД.
Имеет 12 путей, в том числе 2 главных, 7 приёмоотправочных, 3 погрузо-разгрузочных. Маневровый локомотив (обслуживает также станцию Белокаменная). Стрелочных переводов — 42, из них на железобетонном основании 16 (2011).
Персонал — 26 сотрудников, в том числе начальник станции, дежурных по станции — 5, составителей поездов — 5, операторов СТЦ — 3, операторов при дежурном по станции — 5, приёмосдатчиков груза и багажа — 6, станционный рабочий — 1.
В начале 2010-х по объёмам грузовой работы станция занимала одно из первых мест на Малом кольце.
2 мая 2014 года станция закрыта для грузовых и пассажирских операций. Код ЕСР сменён с 199002 на 199017.
В 2016 году в границах станции построено два остановочных пункта для пассажирского движения на МЦК.

## Ответвления
От станции отходят подъездные пути к прилегающим предприятиям. Сохранились два из них — куст путей на завод ЖБИ ДСК № 1, пересекающий проезд Серебрякова (законсервирован), а также ветка к заводу по переработке вторичных металлов ФЕРРОТЕК (заброшена).
К востоку от станции, за мостами над проспектом Мира и Ярославским ходом, расположена соединительная ветвь (изначально — ветвь № 6) на Ярославское направление МЖД.

## Архитектура
Со времён строительства дороги сохранился отреставрированный вокзал начала XX века, полуказарма, кирпичная уборная, двухэтажный жилой дом. С 2017 года станционный комплекс — объект культурного наследия регионального значения.

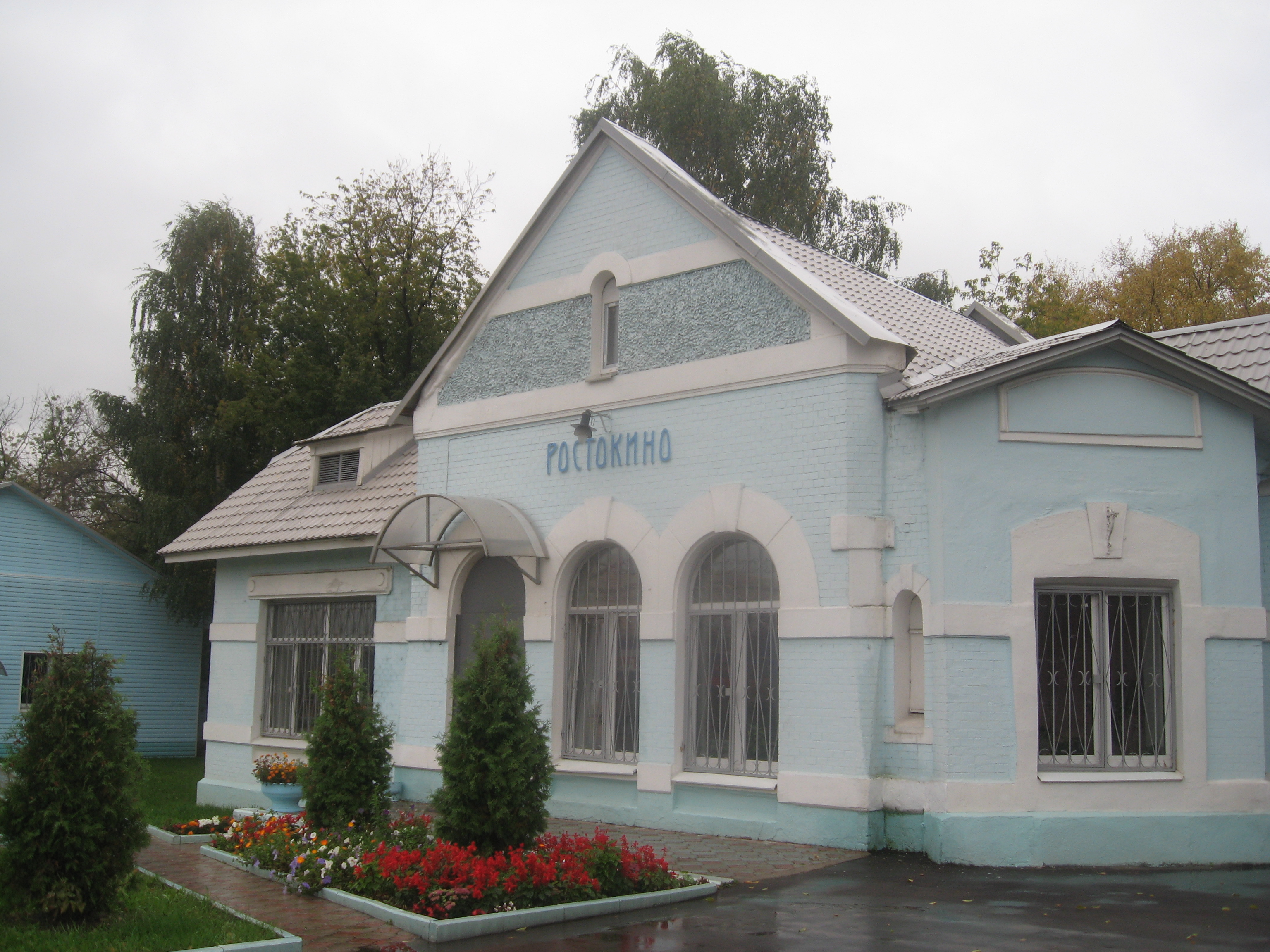
Вокзал после реставрации, 2011
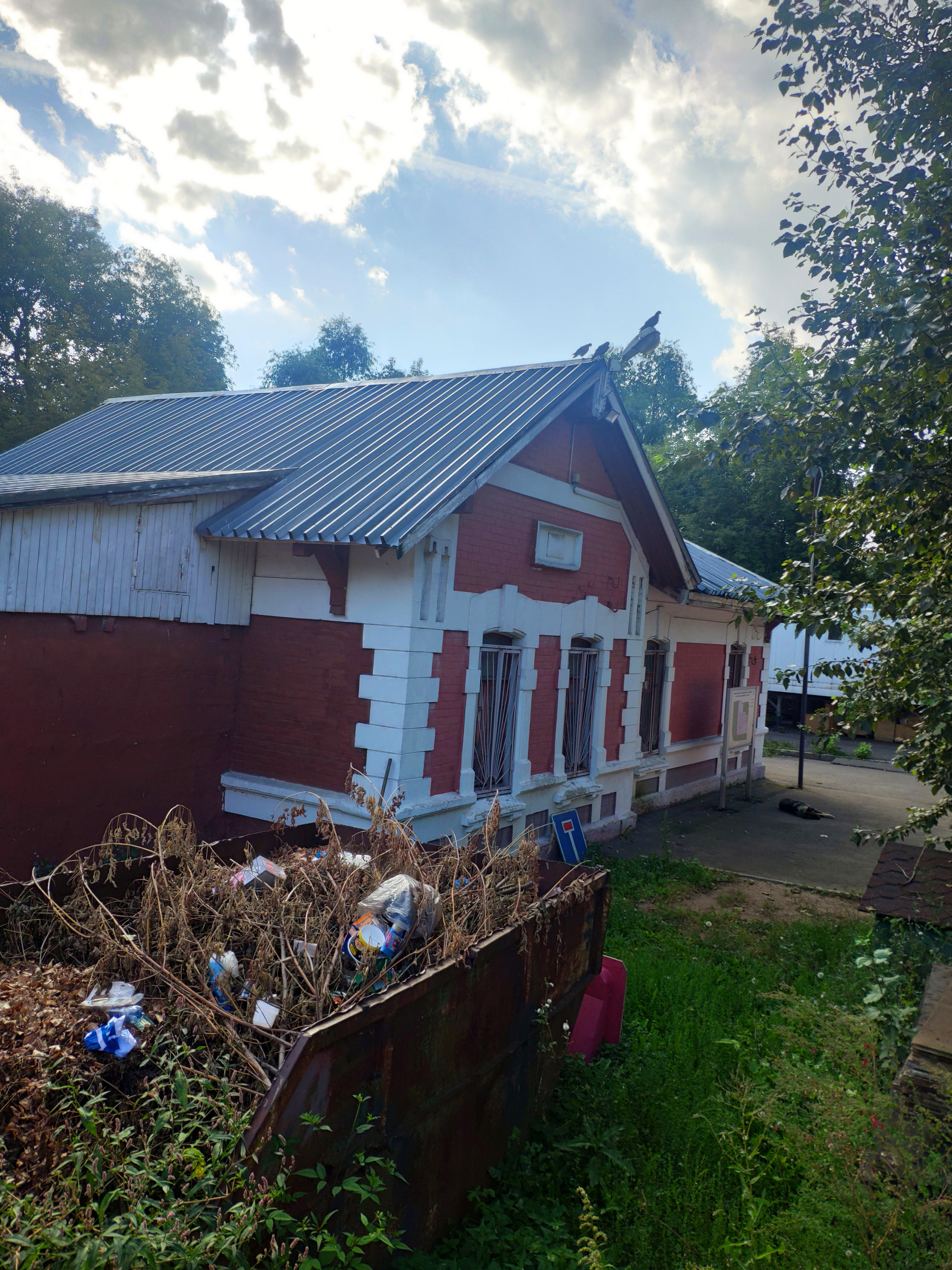
Полуказарма
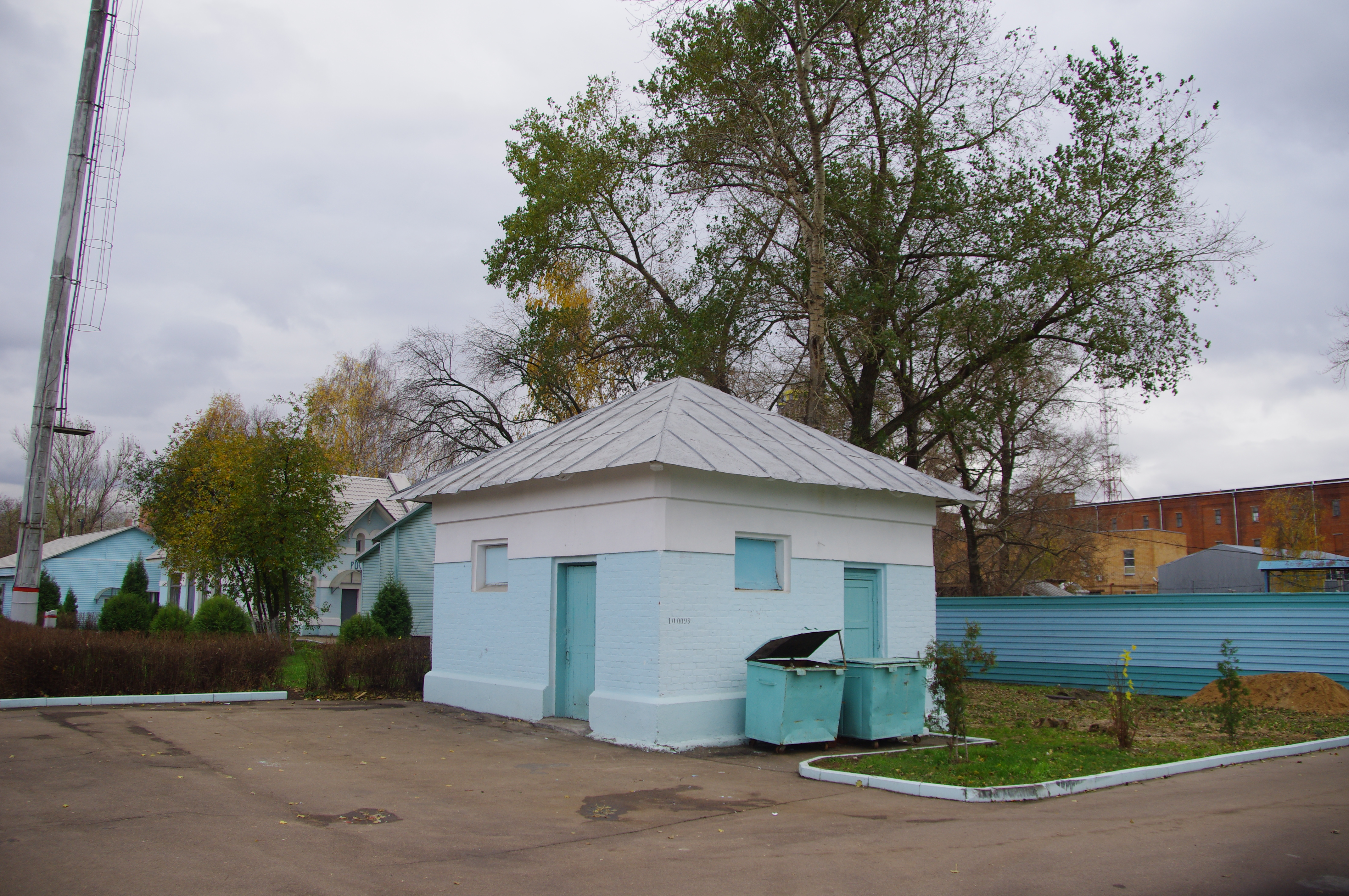
Уборная
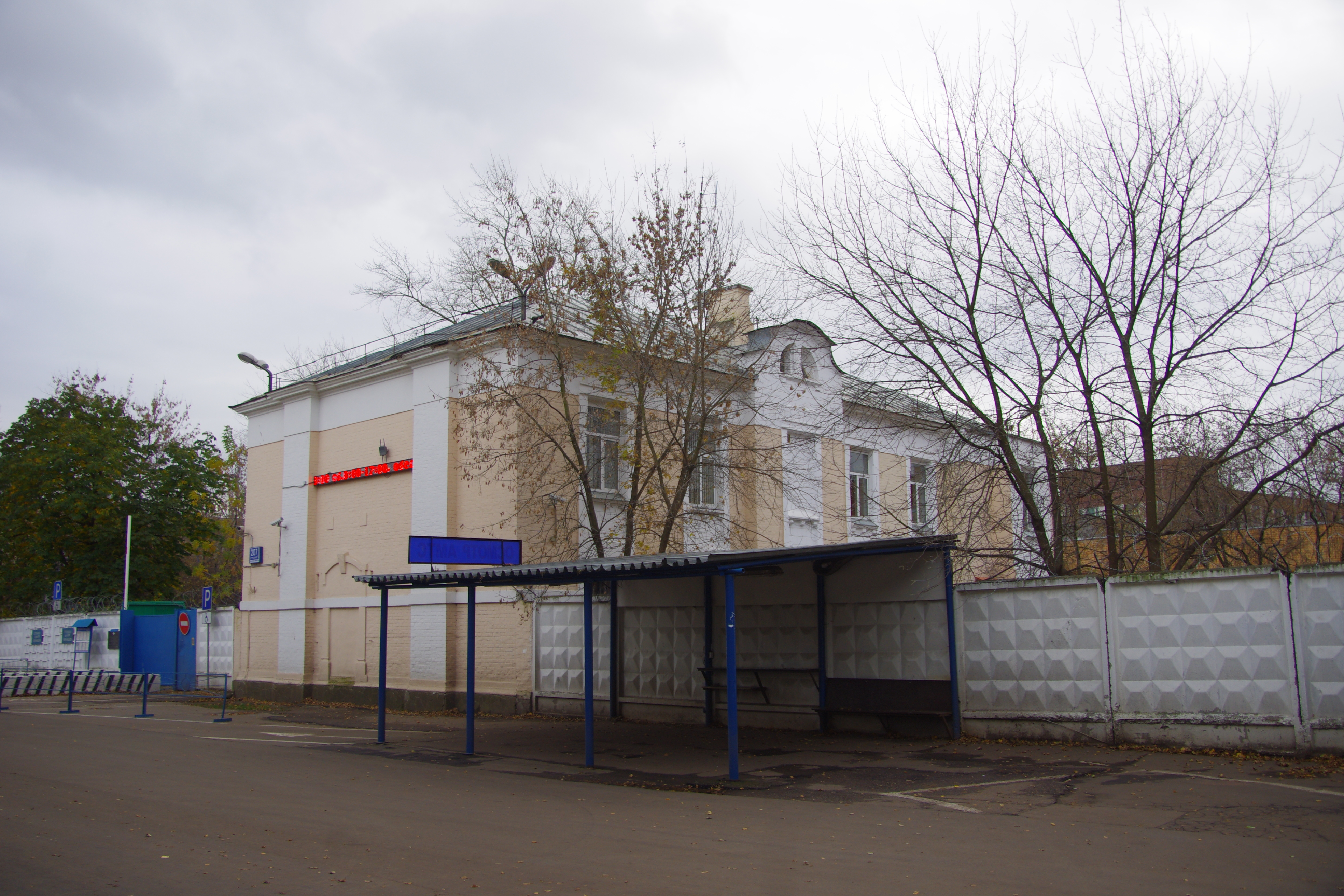
Жилой дом 5-го типа